# Piedrabuenia ringueleti
Piedrabuenia ringueleti, es una especie de pez actinopeterigio marino, la única del género monotípico Piedrabuenia de la familia de los zoárcidos.

## Morfología
Con el cuerpo alargado típico de la familia y con una longitud máxima descrita de 24,2 cm.

## Distribución y hábitat
Se distribuye por aguas profundas frente a las costas de Argentina, en el suroeste del océano Atlántico. Son peces marinos batipelágicos, que habitan a una profundidad entre los 480 m y los 570 m.